# Dusktone
Dusktone ist ein 2010 initiiertes italienisches Independent-Label.

## Geschichte

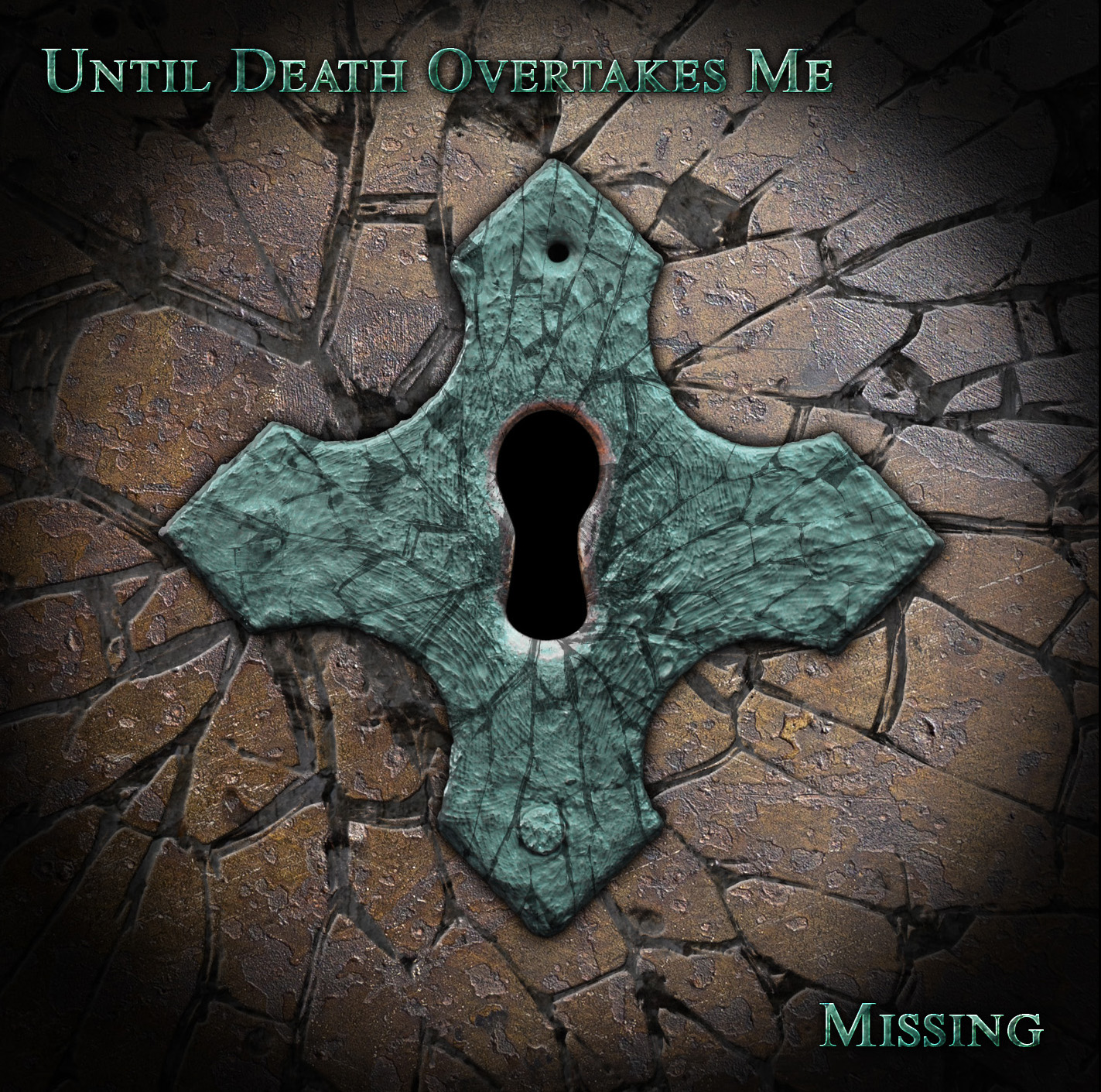
Cover des Until-Death-Overtakes-Me-Albums Missing

Das Label ist auf verschiedene Formen des Extreme Metal spezialisiert. Bekannt wurde das Album mit Veröffentlichungen des Funeral Doom, des Depressive Black Metal und des Post-Black-Metal. Weitere Genre wurden allerdings ebenfalls bedient. Zeitgleich zu Dusktone wurde das Dark-Ambient-Sublabel Greytone initiiert. Mit dem „Ohr am Boden und den Kopf in den Wolken“ sei die Labelaktivität „selbstlos“ begonnen worden um talentierte Künstler zu fördern. Zu den populären Veröffentlichungen werden die Funeral-Doom-Alben Dýrtangle von Ego Depths sowie Missing und Antemortem von Until Death Overtakes Me gerechnet. 
Dusktone legt einen Schwerpunkt auf die Veröffentlichung von CDs in möglichst hochwertiger Gestaltung. Veröffentlichungen als LP werden überwiegend in bestehenden Kooperationen realisiert.

## Künstler (Auswahl)
- Ego Depths
- Noctu
- Nifrost
- One Day in Fukushima
- Opera IX
- Taphephobia (Greytone)
- Until Death Overtakes Me
- Zustand Null